# Frank Vincent DuMond

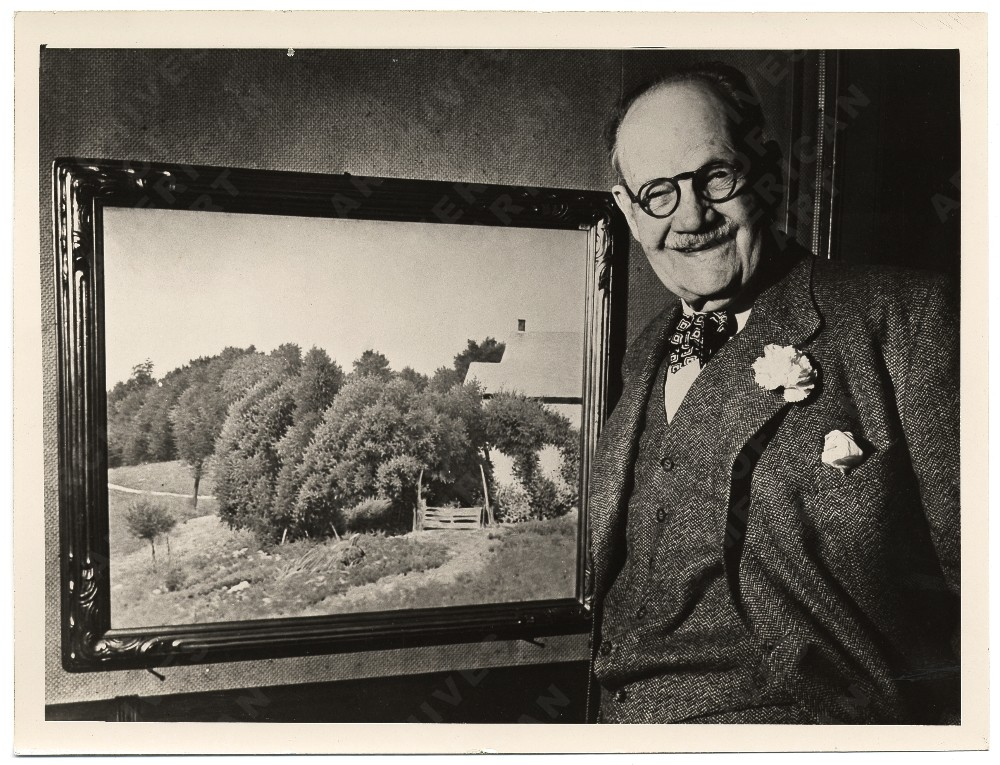
Frank Vincent DuMond, 1950

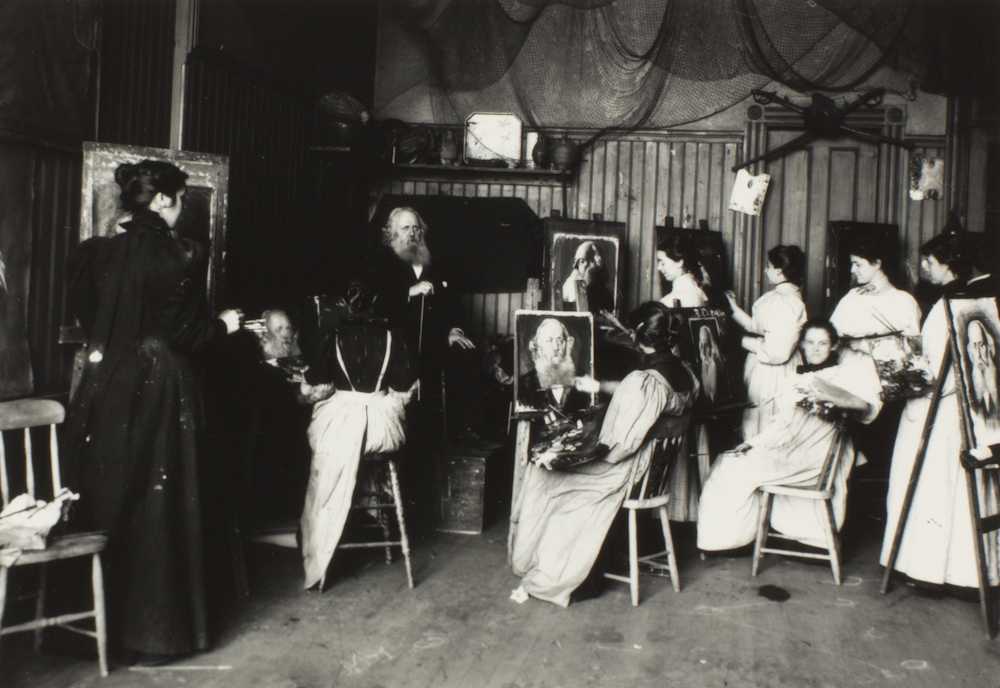
Malkurs von Frank DuMond im Atelier von Julia E. Hoffman in Portland, Oregon, ca. 1895

Frank Vincent DuMond (* 20. August 1865 in Rochester, New York; † 6. Februar 1951 in New York City) war ein US-amerikanischer Maler, Illustrator und einflussreicher Kunstlehrer. Frank Vincent DuMond war Landschaftsmaler, Porträtist, Stilllebenmaler, Wandmaler und Anführer der tonalistischen und später impressionistischen Künstlerkolonie in Lyme, Connecticut.

## Leben
Frank Vincent DuMond interessierte sich schon früh für das Zeichnen und arbeitete Anfang der 1880er Jahre in der lokalen Kunstszene von Rochester. Nach seinem Abschluss an einer öffentlichen Schule in Rochester zog er 1884 nach New York, wo er von 1884 bis 1888 an der Art Students League of New York bei James Carroll Beckwith und William Sartain studierte. Um sein Studium zu finanzieren, arbeitete er als Illustrator für Zeitungen wie die Daily Graphic und später für Zeitschriften wie Harper’s Weekly, The Century Magazine, McClure’s und Scribner’s.
1888 setzte Frank Vincent DuMond seine Ausbildung an der Académie Julian in Paris fort, wo er bei Benjamin Constant, Jules Joseph Lefebvre und Gustave Boulanger studierte. Sein Werk Holy Family wurde 1890 auf dem Pariser Salon mit einer Medaille ausgezeichnet. 1895 heiratete er Helen Lydia Savier, eine Künstlerin aus Portland, Oregon. Das Ehepaar verbrachte fünf Jahre in Frankreich. Nach seiner Rückkehr nach New York im Jahr 1892 begann DuMond eine Karriere als Maler und Lehrer an der Art Students League, die fast sechs Jahrzehnte bis zu seinem Tod andauern sollte. Im Jahr 1900 wurde er in die National Academy of Design gewählt und 1906 zum Vollmitglied ernannt. Während seiner Lehrtätigkeit am Ridgewood Art Institute ab 1935 unterrichtete er zahlreiche Künstler, darunter Norman Rockwell, Georgia O’Keeffe und John Marin. Andere Schüler wurden zu einflussreichen Lehrern, wie Frank Mason, dessen Einfluss sich in New York in der Art Students League zeigte, sowie Arthur Maynard und Alban Albert.
Frank Vincent DuMond stellte auf verschiedenen Weltausstellungen aus, darunter die World’s Columbian Exposition in Chicago und die Panama-Pacific Exposition in San Francisco. Für letztere schuf er zwei große Wandgemälde, die sich heute in der San Francisco Public Library befinden.

## Werk

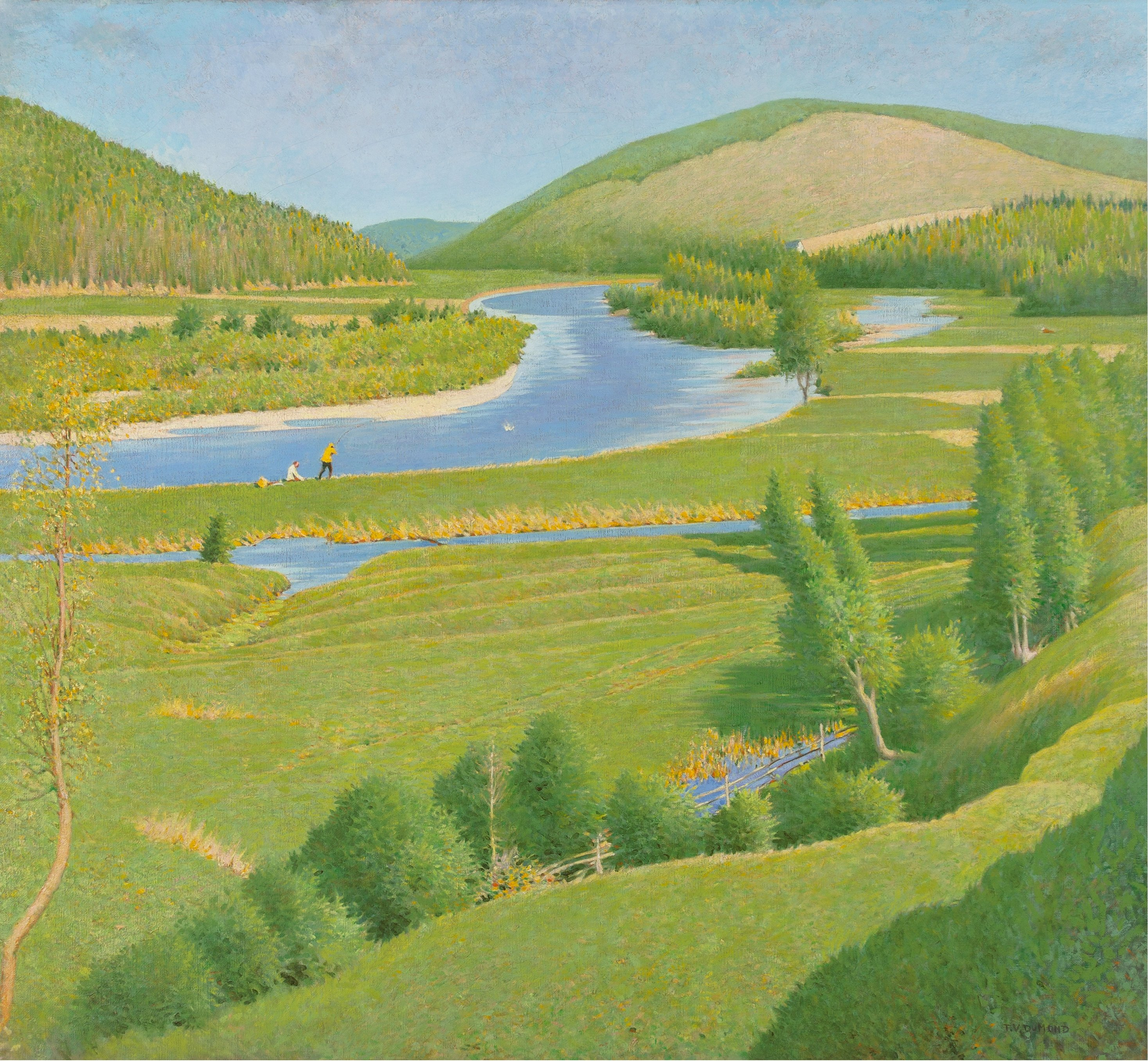
Lachsfischen im Margaree River, Cape Breton, Nova Scotia von Frank Vincent Dumond, um 1920

Als Lehrer entwickelte Frank Vincent DuMond die so genannte prismatische Palette, eine Methode, bei der die Farben in einer tonalen Progression von Gelb zu Violett auf der warmen Seite und von Gelb über Grün zu Blaugrün zu Violett auf der kalten Seite angeordnet wurden. Er lehrte diese Technik vor allem in der Landschaftsmalerei und beeinflusste damit Generationen von Künstlerinnen und Künstlern.
Frank Vincent DuMond war vor allem für seine Verwendung von Landschaftsgrün bekannt. Der Kenner des amerikanischen Impressionismus, William H. Gerdts, schrieb über Frank Vincent DuMond: So wie man über das Schwarz von Velazquez sprechen kann, muss man über das Grün von DuMond sprechen.